# Words (canção de F. R. David)
"Words" é uma canção de synth-pop e euro disco de 1982 gravada pelo cantor franco-tunisiano F. R. David para o seu primeiro álbum, que levaria o mesmo nome. Foi composta pelo próprio F. R. David e também por Marty Kupersmith e Louis S. Yaguda, com produção de Frédéric Leibovitz.
Teve grande sucesso nas rádios da Europa, obtendo o primeiro lugar nas paradas musicais de Alemanha, Suíça, Áustria, Noruega e Suécia, e também chegou a figurar na liderança das paradas musicais na África do Sul por 25 semanas, alcançou a segunda posição no Reino Unido e ficou 41 semanas entre as 100 músicas mais tocadas na Austrália entre 1983 e 1984.
Uma nova versão de Words (em francês) foi gravada em 2006, com a cantora Winda, intitulada "Words, J'aime ces Mots". Também foram feitas versões por Mary Roos (com o título "Zeit"), Koos Alberts, Soraya Arnelas (2007), Penny McLean (em 1982), Rosario Fiorello ("Puol") e o grupo The Tremeloes (1983).

## Desempenho em tabelas musicais
| Tabelas (1982–1983)                         | Posição |
| ------------------------------------------- | ------- |
| Austrália (Kent Music Report)               | 12      |
| Áustria (Ö3 Austria Top 75)                 | 1       |
| Bélgica (Ultratop 50 de Flandres)           | 1       |
| Canadá (RPM Adult Contemporary)             | 9       |
| Dinamarca (IFPI)                            | 1       |
| Europa (Eurochart Hot 100)                  | 1       |
| França (IFOP)                               | 2       |
| Irlanda (IRMA)                              | 1       |
| Itália (FIMI)                               | 1       |
| Países Baixos (Dutch Top 40)                | 2       |
| Países Baixos (Single Top 100)              | 2       |
| Nova Zelândia (Recorded Music NZ)           | 7       |
| Noruega (VG-lista)                          | 1       |
| África do Sul (Springbok Radio)             | 1       |
| Espanha (AFYVE)                             | 1       |
| Suécia (Sverigetopplistan)                  | 1       |
| Suíça (Schweizer Hitparade)                 | 1       |
| Reino Unido (UK Singles Chart)              | 2       |
| Estados Unidos Billboard Hot 100            | 62      |
| Alemanha Ocidental (Official German Charts) | 1       |

### Words (Remix '97)
| Tabelas (1997)                      | Posição |
| ----------------------------------- | ------- |
| Finlândia (Suomen virallinen lista) | 19      |

### Words '99
| Tabelas (1999) | Posição |
| -------------- | ------- |
| França (SNEP)  | 27      |

 
|

### Tabelas de final de ano
| Tabelas (1982)                 | Posição |
| ------------------------------ | ------- |
| Bélgica (Ultratop 50 Flanders) | 1       |
| França (IFOP)                  | 10      |
| Países Baixos (Dutch Top 40)   | 12      |
| Países Baixos (Single Top 100) | 17      |
| Suíça (Schweizer Hitparade)    | 1       |

| Tabelas (1983)                  | Posição |
| ------------------------------- | ------- |
| Austrália (Kent Music Report)   | 49      |
| África do Sul (Springbok Radio) | 1       |